# Moshe Mizrahi
Moshe Mizrahi (in ebraico משה מזרחי‎?; Holon, 8 aprile 1980) è un ex cestista israeliano.

## Carriera
Con Israele ha disputato quattro edizioni dei Campionati europei (2001, 2003, 2005, 2009).

## Palmarès
- ULEB Cup: 1

Hapoel Gerusalemme: 2003-04